# Кран (Эн)
Кран (фр. Crans) — коммуна во Франции, находится в регионе Рона — Альпы. Департамент — Эн. Входит в состав кантона Шаламон. Округ коммуны — Бурк-ан-Брес.
Код INSEE коммуны — 01129.

## География
Коммуна расположена приблизительно в 390 км к юго-востоку от Парижа, в 36 км северо-восточнее Лиона, в 27 км к югу от Бурк-ан-Бреса.
По территории коммуны протекает река Туазон.

## Климат
Климат полуконтинентальный с холодной зимой и тёплым летом. Дожди бывают нечасто, в основном летом.

## Население
Население коммуны на 2010 год составляло 269 человек.
| 1962 | 1968 | 1975 | 1982 | 1990 | 1999 | 2010 |
| ---- | ---- | ---- | ---- | ---- | ---- | ---- |
| 136  | 119  | 120  | 145  | 209  | 258  | 269  |

## Администрация
| Период | Период | Фамилия       | Партия | Примечания |
| ------ | ------ | ------------- | ------ | ---------- |
| 1995   | 2014   | Жерар Морен   |        |            |
| 2014   | 2020   | Жан-Мари Шено |        |            |

## Экономика
В 2010 году среди 175 человек трудоспособного возраста (15—64 лет) 119 были экономически активными, 56 — неактивными (показатель активности — 68,0 %, в 1999 году было 76,4 %). Из 119 активных жителей работали 115 человек (62 мужчины и 53 женщины), безработных было 4 (2 мужчины и 2 женщины). Среди 56 неактивных 11 человек были учениками или студентами, 29 — пенсионерами, 16 были неактивными по другим причинам.

## Достопримечательности
- Церковь Нотр-Дам (XIII век). Исторический памятник с 1926 года[4]
- Аббатство Шассань[фр.] (1162 год)

## Фотогалерея

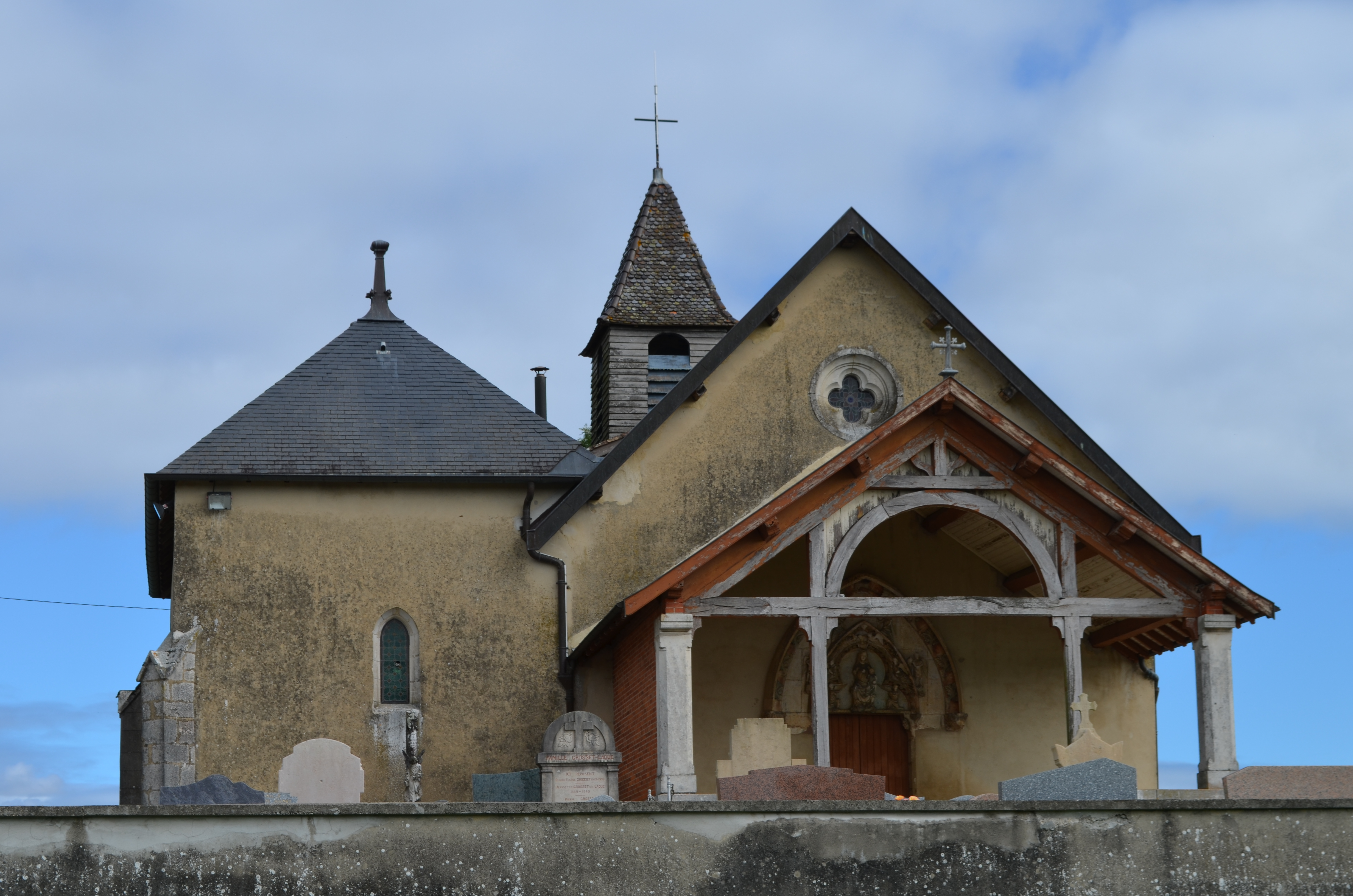
Церковь Нотр-Дам
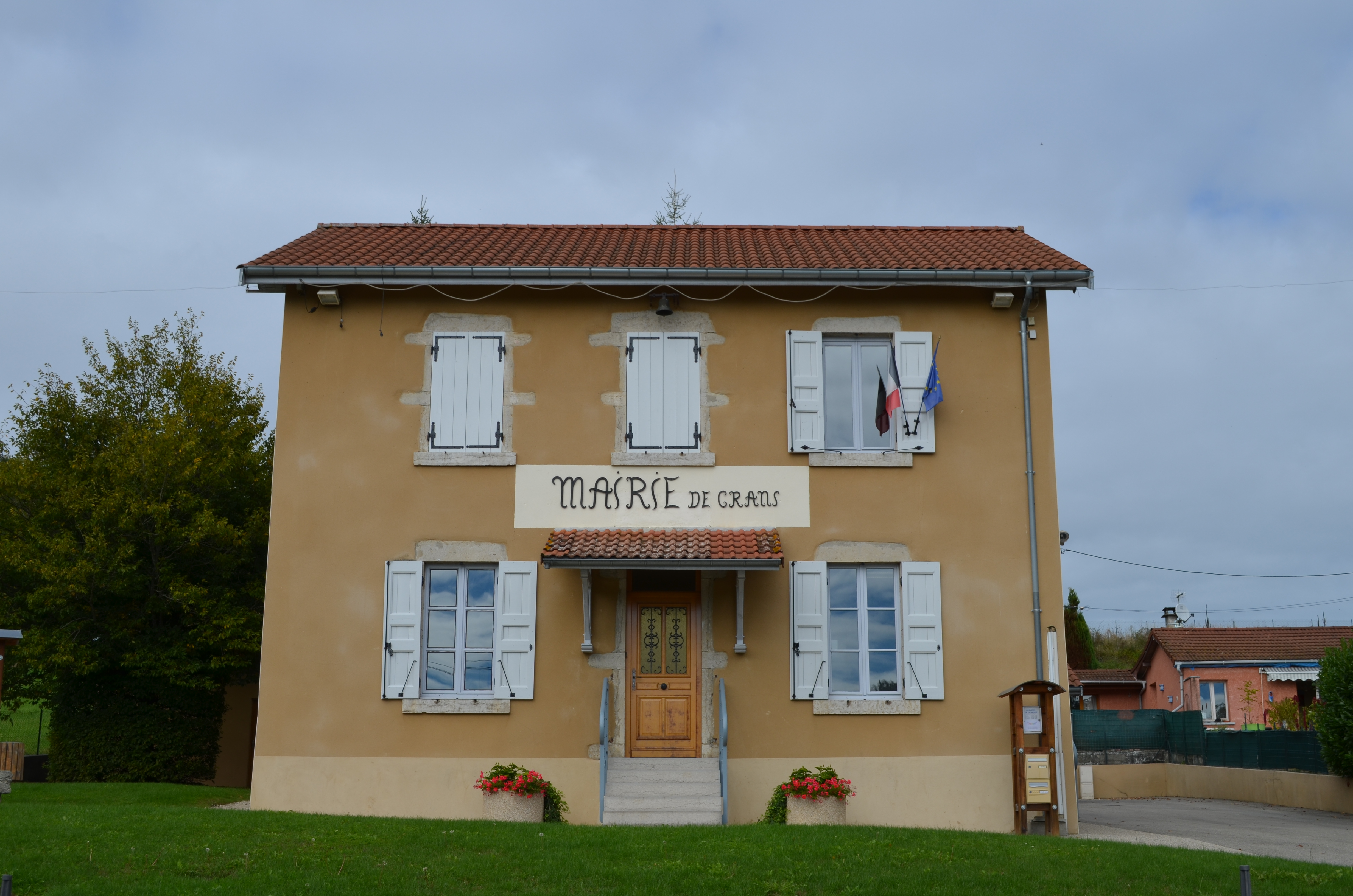
Мэрия
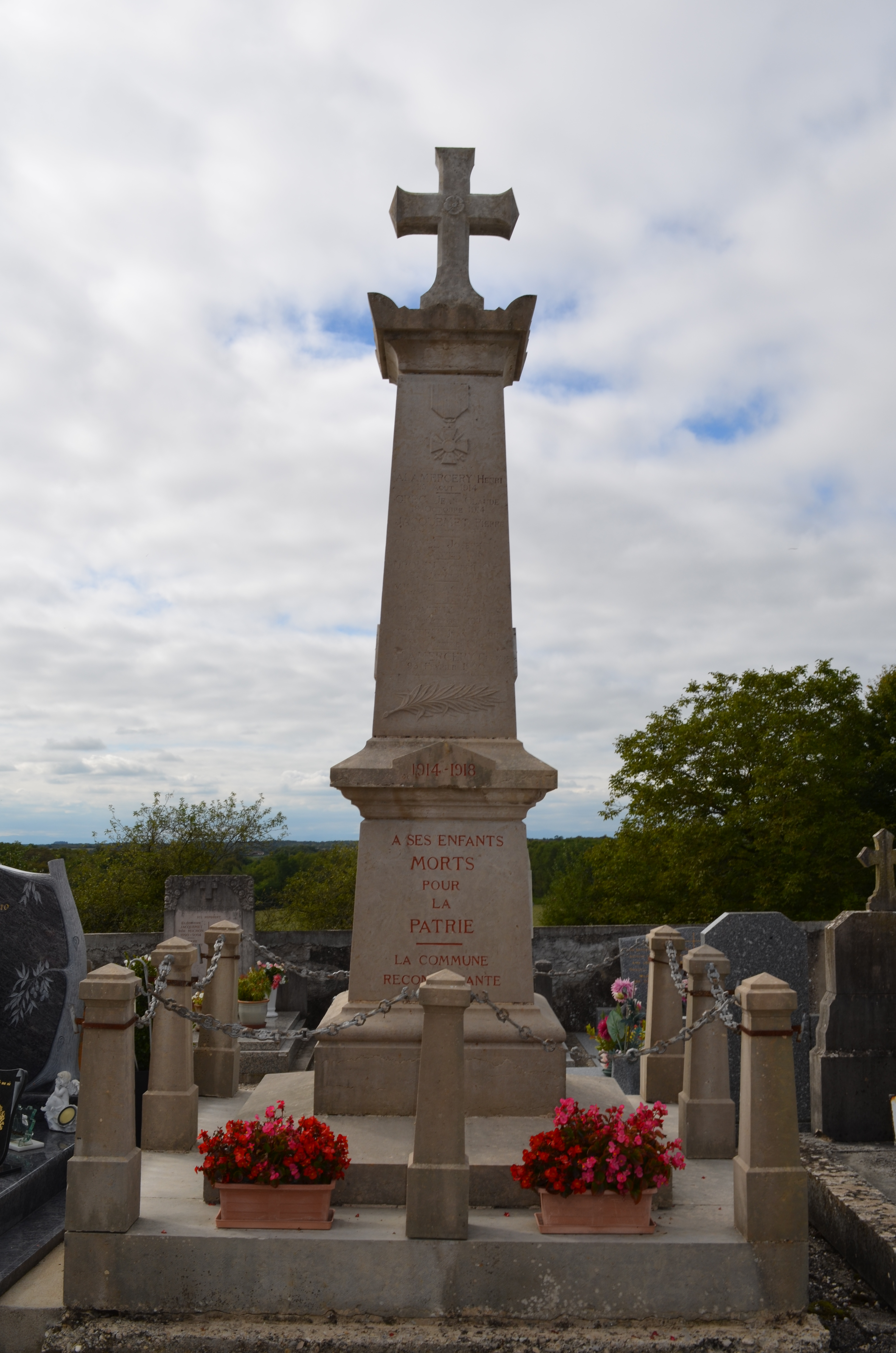
Военный мемориал
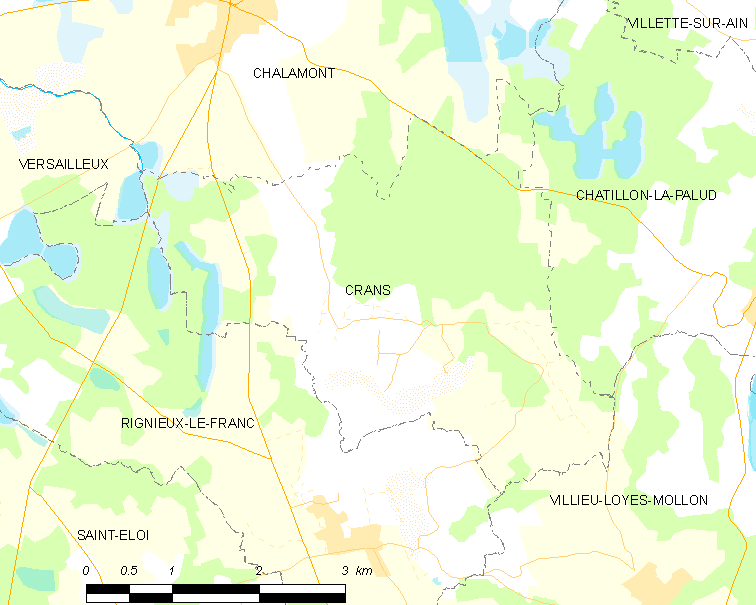
Карта коммуны